# Ruisseau d'Eix
Pour les articles homonymes, voir Eix (homonymie).
Le ruisseau d'Eix est un cours d'eau du département de la Meuse, en région Grand Est et un affluent droit de l'Orne (rivière), c'est-à-dire un sous-affluent du Rhin par la Moselle.

## Géographie

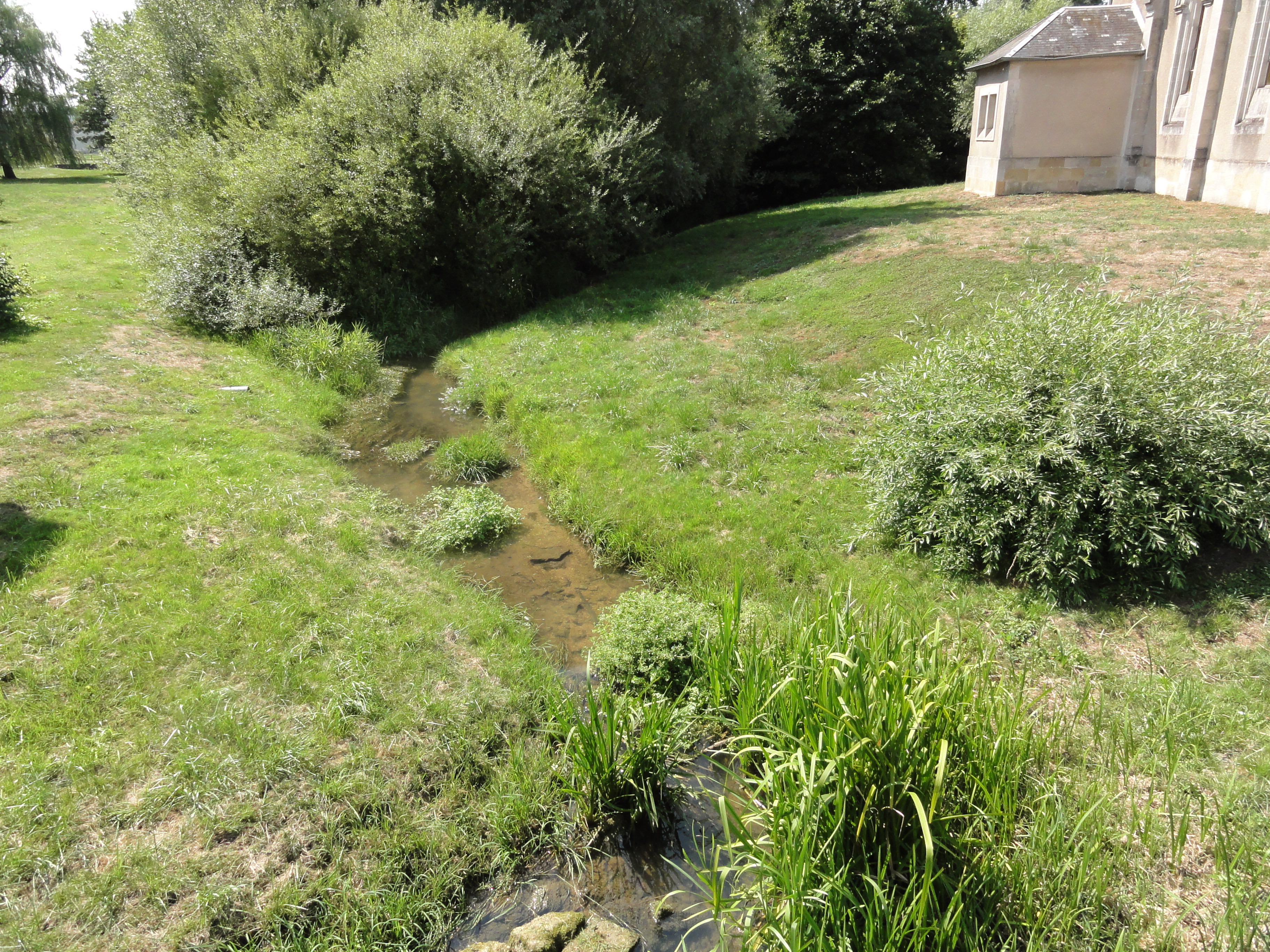
L'Eix à Moranville.

De 15,1 kilomètres de longueur, le ruisseau d'Eix prend sa source sur la commune d'Eix, au lieu-dit Bois le Prêtre, à 310 mètres d'altitude.
Il coule globalement de l'ouest vers l'est dans la région naturelle de la Woëvre.
Il conflue en rive droite de l'Orne, entre les communes de Warcq et Gussainville, à 196 mètres d'altitude.
Les cours d'eau voisins sont la Meuse à l'ouest et l'Orne à l'est,

### Communes et cantons traversés
Dans le seul département de la Meuse, le ruisseau d'Ex traverse les six communes suivantes, dans le sens amont vers aval, d'Eix (source), Moranville, Grimaucourt-en-Woëvre, Herméville-en-Woëvre, Warcq et Gussainville (confluence).
Soit en termes de cantons, le ruisseau d'Eix traverse deux cantons, prend source dans le canton de Belleville-sur-Meuse, conflue dans le canton d'Étain, le tout dans l'arrondissement de Verdun.

### Toponyme
La commune d'Eix a donné l'hydronyme du ruisseau d'Eix.

### Bassin versant
Le ruisseau d'Eix traverse une seule zone hydrographique 'L'Orne du Perroi au rû du Moulin de Darmont' (A803) de 279 km2. Ce bassin versant est composé à 61,67 % de « territoires agricoles », à 35,40 % de « forêts et milieux semi-naturels », à 2,37 % de « territoires artificialisés », à 0,53 % de « surfaces en eau », à 0,08 % de « zones humides ».

## Affluents
Le ruisseau d'Eix a quatre tronçons affluents référencés :
- le ruisseau du Mauvais Lieu (rd), 3,8 km, sur les trois communes de Moulainville (source), Blanzee, Moranville (confluence) avec un affluent :
  - le ruisseau des Vauches (rd), 4,6 km, sur les trois communes de Châtillon-sous-les-Côtes (source), Blanzee, Moranville (confluence) ;
- le ruisseau du Ruet (rg), 6 km, sur les quatre communes de Grimaucourt-en-Woëvre, Herméville-en-Woëvre (confluence), Moranville, Abaucourt-Hautecourt (source) ;
- le ruisseau du Viaunoue (rd), 8,2 km, sur les quatre communes de Châtillon-sous-les-Côtes (source), Grimaucourt-en-Woëvre, Blanzee , Herméville-en-Woëvre (confluence) ;
- le ruisseau du Cul des Noues ou ruisseau de Claroux (rd), 9,2 km, sur les quatre communes de Watronville (source), Grimaucourt-en-Woëvre, Ville-en-Woëvre, Herméville-en-Woëvre (confluence).

### Rang de Strahler
Le rang de Strahler est donc de trois.